# Mexikanisch-salvadorianische Fußballrivalität
Über die Entstehung der mexikanisch-salvadorianischen Fußballrivalität gibt es verschiedene Theorien. Fest steht lediglich, dass die Fußballrivalität ein wichtiger Bestandteil der allgemeinen Rivalität zwischen den beiden Ländern bzw. ihrer jeweiligen Bevölkerung ist, deren Ursprung jedoch nicht zweifelsfrei ermittelt werden kann. Der mexikanische Kommentator Gerardo Velazquez de León äußerte einmal, dass sich die Begegnung zwischen El Salvador und Mexiko zu einem Klassiker für die Salvadorianer und zu einem Alptraum für die Mexikaner entwickelt hat. Denn diese Begegnung überschreitet oft die Grenze eines Fußballspiels und verwandelt sich förmlich in einen „Krieg“.

## Ursprünge der Rivalität
Ein wesentlicher Aspekt für den Ursprung bzw. die Verfestigung der Rivalität dürfte die offizielle Meinungsmache durch die seinerzeit ultrarechte Regierung in El Salvador sein, nachdem Mexiko im salvadorianischen Bürgerkrieg die oppositionelle FMLN unterstützt hatte und somit auf der anderen Seite stand als die von den Vereinigten Staaten unterstützte Regierung.
Exakt zu dieser Zeit spielten die Fußballnationalmannschaften von Mexiko und El Salvador in Honduras um die WM-Qualifikation 1982. Die Kombination dieser beiden Ereignisse führte in El Salvador zu einer Stimmungsmache gegen Mexiko und eine von den Medien aufgebaute Fußballfeindschaft, in der der Hass der Salvadorianer spürbar war. In Mexiko wurde seinerseits Öl ins Feuer gegossen, als der mexikanische Journalist Ignacio Matus in Anbetracht der untergeordneten Rolle, die El Salvador im Weltfußball spielt, den Gegner verspottete, mit einem „eckigen Ball“ zu spielen. Bis zu diesem Zeitpunkt waren beide Mannschaften insgesamt fünfmal in offiziellen Turnieren aufeinandergetroffen und aus jeder Auseinandersetzung war Mexiko bis dato als Sieger hervorgegangen. Doch an diesem 6. November 1981 gewann El Salvador erstmals gegen den scheinbar übermächtigen Rivalen; „den unsympathischen Riesen der CONCACAF“, wie es der Kolumnist Rodrigo Arias der salvadorianischen Sportzeitung El Gráfico einmal ausdrückte. Das Tor zum 1:0-Sieg der Salvadorianer erzielte Ever „La Gacela“ Hernández in der 82. Minute. Doch den wesentlichen Anteil an diesem Treffer hatte Salvadors Superstar Jorge „Mágico“ González, der nach einem schlecht ausgeführten Freistoß der Mexikaner mit einem Sololauf aus der eigenen Hälfte bis in den mexikanischen Strafraum vorgedrungen war. Dort feuerte er einen Schuss ab, den Mexikos Schlussmann Prudencio „El Pajarito“ Cortés zwar abwehren konnte, aber gegen den Nachschuss von Hernández machtlos war. Am letzten Spieltag der Qualifikationsrunde trotzte der Tabellenführer und Gastgeber Honduras den Mexikanern ein 0:0 ab, wodurch die Mexikaner in der Abschlusstabelle auf den dritten Platz zurückfielen. Dadurch reiste neben Honduras auch El Salvador zur WM 1982 nach Spanien, während Mexiko zum insgesamt dritten Mal in der WM-Qualifikation gescheitert war. Honduraner und Salvadorianer feierten anschließend die gemeinsame WM-Qualifikation und vergaßen ihre alte Feindseligkeit aus dem Fußballkrieg von 1969.
Nach einigen Freundschaftsspielen, die allesamt von Mexiko gewonnen wurden, standen die beiden Mannschaften sich am 4. April 1993 erneut im Rahmen einer WM-Qualifikation (diesmal für 1994) gegenüber. Erneut behielt El Salvador durch einen 2:1-Sieg im heimischen Estadio Cuscatlán die Oberhand, wenngleich am Ende Mexiko (unter anderem auch durch einen 3:1-Rückspielsieg im heimischen Aztekenstadion) die Qualifikation zur WM 1994 in den Vereinigten Staaten gelang und El Salvador die Qualifikation verpasste. Doch in El Salvador wurde in dieser Qualifikationsrunde der Slogan geboren: „Aunque al Mundial no vayamos, pero a México le ganamos“ (dt. „Wir fahren zwar nicht zur WM, aber wir schlagen Mexiko“).
Nachdem die Mexikaner sich in der WM-Qualifikation 1998 souverän mit 1:0 und 5:0 gegen El Salvador durchsetzen konnten, mussten sie in der Qualifikationsrunde für 2010 erneut eine 1:2-Niederlage in San Salvador hinnehmen. Dabei hatte Tage vorher der in Israel geborene mexikanische Journalist David Faitelson noch den Unmut der Salvadorianer auf sich gezogen, als er sich dahingehend äußerte, dass niemand salvadorianische Spieler kenne und das Land nicht auf der Fußballkarte existiere. Den Unmut bekam die mexikanische Nationalmannschaft bei ihrem Auftritt am 6. Juni 2009 in San Salvador zu spüren. Das Estadio Cuscatlán brannte förmlich vor Hass, der weit über die Hitze des Fußballs hinausging, wenn etwa auf einem Transparent stand: „Wir wollen euch tot sehen, ihr verdammten Arschlöcher.“ Weil zu jener Zeit in Mexiko zudem der H1N1-Virus grassierte, trugen einige salvadorianische Fans entsprechende Schutzmasken und verhöhnten somit den Gegner. Die Hauptstadt San Salvador befand sich in jenen Tagen förmlich im Ausnahmezustand und es wurden Spieler, Fans und Journalisten angegriffen, die als Mexikaner ausgemacht wurden. Unter anderem hatte die Barra Azul dazu aufgerufen, das Hotel Internacional, in dem sich die mexikanische Auswahl einquartiert hatte, zu belagern und einen Höllenlärm zu veranstalten, der die Spieler nicht zur Ruhe kommen lassen solle. Denn wenn Mexiko in El Salvador spielt, suchen die Einheimischen immer nach Möglichkeiten, um den Mexikanern den Aufenthalt zu erschweren. Der beim salvadorianischen Verein Santa Tecla FC spielende mexikanische Torwart Joel Almeida meint sogar, die Salvadorianer triebe nicht so sehr die Motivation ins Stadion, ihre eigene Mannschaft anzufeuern, sondern vielmehr der Hass, den sie gegen die Mexikaner herausschreien wollten. Den Grund für den Hass, den viele Salvadorianer für die Mexikaner empfinden, sieht Almeida darin, dass die Mexikaner ebenso auf die Salvadorianer herabsehen würden wie die US-Amerikaner auf die Mexikaner. Nach seiner Ansicht habe man in Mexiko ein völlig falsches Bild von El Salvador. Zum einen halte man das Land für äußerst kriminell und sehr gefährlich. Zum anderen hielten viele Mexikaner den salvadorianischen Fußball für minderwertig.

## WM 1970
Es gibt einen weiteren Aspekt, der die Begegnung zwischen Mexiko und El Salvador hervorhebt. Denn dies war bisher die einzige Vorrundenbegegnung zweier Mannschaften aus der CONCACAF bei einer Fußball-Weltmeisterschaft. Als Mexiko die Fußball-Weltmeisterschaft 1970 ausrichtete, war „El Tri“ automatisch für das im eigenen Land ausgetragene Turnier qualifiziert und die CONCACAF erhielt einen zweiten Startplatz, den sich die Salvadorianer sichern konnten. Das Los sorgte dafür, dass beide Mannschaften in derselben Gruppe spielten. Am zweiten Spieltag standen sich die Mannschaften gegenüber, die beide zum Weiterkommen einen Sieg benötigten. Bis kurz vor dem Halbzeitpfiff waren im Aztekenstadion von Mexiko-Stadt noch keine Tore gefallen und der Gastgeber stand unter einem enormen Druck, die Erwartungshaltung seiner Fans zu erfüllen. Unmittelbar vor der Halbzeitpause sprach der ägyptische Schiedsrichter Ali Hussein Kandil den Salvadorianern einen Freistoß zu. Dieser wurde jedoch von den Mexikanern ausgeführt, die die Verwirrung der Salvadorianer ausnutzten und durch Javier Valdivia den Führungstreffer erzielten. So sehr die salvadorianischen Spieler auch protestierten, gelang es ihnen nicht, die Aberkennung des irregulären Tores zu erwirken. Kandil pfiff danach nie wieder ein von der FIFA organisiertes Länderspiel. Durch einen weiteren Treffer von Valdivia unmittelbar nach der Pause sowie zwei Tore von Javier Fragoso und Juan Ignacio Basaguren gewann Mexiko das Spiel letztendlich mit 4:0 und erzielte damit seinen bisher noch immer höchsten Sieg bei einer Fußball-Weltmeisterschaft. Einen besonders erbitterten Zweikampf hatten sich der mexikanische Verteidiger Gustavo Peña und der salvadorianische Angreifer Juan Ramón Martínez geliefert. Nach dem Spiel ging Peña auf Martínez zu, der ihm mit einem Ellbogencheck eine Verletzung am Augenlid zugefügt hatte, und meinte scherzhaft: „Wegen dieses Spiels werden unsere Länder aber keinen Krieg beginnen.“ Es war eine Anspielung auf den Fußballkrieg, den es ein Jahr zuvor im Rahmen der WM-Qualifikation zwischen den Nachbarländern El Salvador und Honduras gegeben hatte.

## Liste aller Länderspiele
In der nachstehenden Liste werden alle Länderspiele zwischen Mexiko und El Salvador abgebildet. Die Ergebnisse werden jeweils aus der Sicht Mexikos dargestellt. Die Siege Mexikos sind in Grün hinterlegt und die Siege von El Salvador in Rot. Das einzige Remis wird auf weißem Hintergrund abgebildet.
|     | Datum             | Ergebnis | Anlass                            | Austragungsort        | Bemerkungen |
| --- | ----------------- | -------- | --------------------------------- | --------------------- | --- |
| 01. | 27. März 1935     | 8:1      | Zentralamerika- und Karibikspiele | San Salvador (SLV)    | Höchster offizieller Länderspielsieg Mexikos gegen El Salvador                                                                                     |
| 02. | 18. Februar 1938  | 6:0      | Zentralamerika- und Karibikspiele | Panama-Stadt (PAN)    | |
| 03. | 28. März 1965     | 2:0      | CONCACAF-Nations-Cup 1965         | Guatemala-Stadt (GUA) | |
| 04. | 7. Juni 1970      | 4:0      | WM-Vorrunde 1970                  | Mexiko-Stadt (MEX)    | |
| 05. | 12. Oktober 1977  | 3:1      | WM-Qualifikation 1978             | Mexiko-Stadt (MEX)    | Gleichzeitig Endrunde des CONCACAF-Nations-Cup 1977                                                                                                |
| 06. | 15. Februar 1978  | 5:1      | Freundschaftsspiel                | San Salvador (SLV)    | |
| 07. | 4. Dezember 1979  | 2:0      | Freundschaftsspiel                | San Salvador (SLV)    | |
| 08. | 18. Dezember 1979 | 1:1      | Freundschaftsspiel                | Texcoco (MEX)         | Das im Estadio Municipal de Texcoco ausgetragene Spiel war das Einzige, in dem beide Mannschaften die Punkte teilten.                              |
| 09. | 6. November 1981  | 0:1      | CONCACAF-Nations-Cup 1981         | Tegucigalpa (HON)     | Gleichzeitig WM-Qualifikation 1982. Erster Sieg der Salvadorianer gegen Mexiko, die sich zudem anstelle von Mexiko für die WM 1982 qualifizierten. |
| 10. | 25. Oktober 1983  | 5:0      | Freundschaftsspiel                | Los Angeles (USA)     | |
| 11. | 11. Oktober 1984  | 1:0      | Freundschaftsspiel                | Los Angeles (USA)     | |
| 12. | 13. Januar 1987   | 3:1      | Freundschaftsspiel                | Los Angeles (USA)     | |
|     | 29. März 1988     | 8:0      | Freundschaftsspiel                | Mexiko-Stadt (MEX)    | kein offizielles FIFA-Länderspiel |
| 13. | 23. Februar 1989  | 2:0      | Friendship Cup                    | Los Angeles (USA)     | |
|     | 26. Juli 1992     | 2:1      | Freundschaftsspiel                | San Salvador (SLV)    | kein offizielles FIFA-Länderspiel |
| 14. | 7. Oktober 1992   | 2:0      | Freundschaftsspiel                | Los Angeles (USA)     | |
| 15. | 4. April 1993     | 1:2      | WM-Qualifikation 1994             | San Salvador (SLV)    | Das zweite WM-Qualifikationsspiel in Folge, das El Salvador gegen Mexiko gewann.                                                                   |
| 16. | 18. April 1993    | 3:1      | WM-Qualifikation 1994             | Mexiko-Stadt (MEX)    | |
| 17. | 20. November 1996 | 3:1      | Freundschaftsspiel                | Los Angeles (USA)     | |
| 18. | 8. Juni 1997      | 1:0      | WM-Qualifikation 1998             | San Salvador (SLV)    | |
| 19. | 5. Oktober 1997   | 5:0      | WM-Qualifikation 1998             | Mexiko-Stadt (MEX)    | |
| 20. | 17. November 1998 | 2:0      | Freundschaftsspiel                | Los Angeles (USA)     | |
| 21. | 1. Juli 2000      | 3:0      | Freundschaftsspiel                | San Francisco (USA)   | |
| 22. | 31. Oktober 2001  | 4:1      | Freundschaftsspiel                | Puebla (MEX)          | |
| 23. | 19. Januar 2002   | 1:0      | Gold-Cup-Vorrunde 2002            | Pasadena (USA)        | |
| 24. | 6. Juli 2003      | 1:2      | Freundschaftsspiel                | Carson (USA)          | |
| 25. | 6. Juni 2009      | 1:2      | WM-Qualifikation 2010             | San Salvador (SLV)    | |
| 26. | 10. Oktober 2009  | 4:1      | WM-Qualifikation 2010             | Mexiko-Stadt (MEX)    | |
| 27. | 5. Juni 2011      | 5:0      | Gold-Cup-Vorrunde 2011            | Arlington (USA)       | |
| 28. | 12. Juni 2012     | 2:1      | WM-Qualifikation 2014             | San Salvador (SLV)    | |
| 29. | 16. Oktober 2012  | 2:0      | WM-Qualifikation 2014             | Torreón (MEX)         | |
| 30. | 13. November 2015 | 3:0      | WM-Qualifikation 2018             | Mexiko-Stadt (MEX)    | |
| 31. | 2. September 2016 | 3:1      | WM-Qualifikation 2018             | San Salvador (SLV)    | |
| 32. | 9. Juli 2017      | 3:1      | Gold-Cup-Vorrunde 2017            | San Diego (USA)       | |
| 33. | 18. Juli 2021     | 1:0      | Gold-Cup-Vorrunde 2021            | Dallas (USA)          | |
| 34. | 13. Oktober 2021  | 2:0      | WM-Qualifikation 2022             | San Salvador (SLV)    | |
| 35. | 30. März 2022     | 2:0      | WM-Qualifikation 2022             | Mexiko-Stadt (MEX)    | |

## Länderspielbilanz

### Gesamtbilanz
| Wettbewerb                           | Spiele | MEX | REM | SLV | Tore MEX | Tore SLV |
| ------------------------------------ | ------ | --- | --- | --- | -------- | -------- |
| Weltmeisterschaft                    | 1      | 1   | 0   | 0   | 4        | 0        |
| WM-Qualifikation                     | 13     | 11  | 0   | 2   | 32       | 9        |
| CONCACAF-Turniere                    | 6      | 5   | 0   | 1   | 12       | 2        |
| Zentralamerika- und Karibikspiele    | 2      | 2   | 0   | 0   | 14       | 1        |
| ALLE TURNIERSPIELE                   | 22     | 19  | 0   | 3   | 62       | 12       |
| Inoffizielle Turniere und Testspiele | 13     | 11  | 1   | 1   | 34       | 7        |
| OFFIZIELLE SPIELE                    | 35     | 30  | 1   | 4   | 96       | 19       |
| Inoffizielle Testspiele              | 2      | 2   | 0   | 0   | 10       | 1        |
| GESAMTBILANZ                         | 37     | 32  | 1   | 4   | 106      | 20       |

| Spiele: Spiele insgesamt   |
| MEX: Siege Mexiko          |
| REM: Remis                 |
| SLV: Siege El Salvador     |
| Tore MEX: Tore Mexiko      |
| Tore SLV: Tore El Salvador |

### Bilanz nach Spielort
| Wettbewerb                                              | Spiele | MEX | REM | SLV | Tore MEX | Tore SLV |
| ------------------------------------------------------- | ------ | --- | --- | --- | -------- | -------- |
| Offizielle Turnierspiele in Mexiko                      | 8      | 8   | 0   | 0   | 26       | 3        |
| Offizielle Turnierspiele in El Salvador                 | 7      | 5   | 0   | 2   | 18       | 7        |
| Offizielle Turnierspiele auf neutralem Platz            | 7      | 6   | 0   | 1   | 18       | 2        |
| ALLE TURNIERSPIELE                                      | 22     | 19  | 0   | 3   | 62       | 12       |
| Von der FIFA anerkannte Testspiele in Mexiko            | 2      | 1   | 1   | 0   | 5        | 2        |
| Von der FIFA anerkannte Testspiele in El Salvador       | 2      | 2   | 0   | 0   | 7        | 1        |
| Von der FIFA anerkannte Testspiele auf neutralem Platz  | 9      | 8   | 0   | 1   | 22       | 4        |
| OFFIZIELLE SPIELE                                       | 35     | 30  | 1   | 4   | 96       | 19       |
| Nicht von der FIFA anerkannte Testspiele in Mexiko      | 1      | 1   | 0   | 0   | 8        | 0        |
| Nicht von der FIFA anerkannte Testspiele in El Salvador | 1      | 1   | 0   | 0   | 2        | 1        |
| Inoffizielle Testspiele                                 | 2      | 2   | 0   | 0   | 10       | 1        |
| GESAMTBILANZ (in Mexiko)                                | 11     | 10  | 1   | 0   | 39       | 5        |
| GESAMTBILANZ (in El Salvador)                           | 10     | 8   | 0   | 2   | 27       | 9        |
| GESAMTBILANZ (auf neutralem Platz)                      | 16     | 14  | 0   | 2   | 40       | 6        |
| GESAMTBILANZ                                            | 37     | 32  | 1   | 4   | 106      | 20       |